# Digital Hardcore Recordings
Digital Hardcore Recordings (DHR) est un label fondé par Alec Empire en 1994. La majeure partie musicale est produite depuis Berlin alors que le label est basé à Londres où les productions sont masterisées et publiées. Les fonds de création de DHR proviennent d'une somme reçue par le label britannique Phonogram Records à la suite d'une rupture de contrat à la création d'un album d'Atari Teenage Riot.
Le label caractérise, de par ses groupes tels que EC8OR, Shizuo (en) et Christoph de Babalon un genre axé et orienté boucles breakbeat à 200 BPM, des riffs gabber, des morceaux de guitares dérivés du thrash metal, des cris de riot grrrl, et des sonorités bruitistes à fréquence modérée. Beaucoup d'artistes, même s'ils ne sont pas affiliés à DHR, revendiquent et se classifient dans le genre digital hardcore appuyés par une base industrielle et électronique.

## Histoire
Digital Hardcore Recordings est fondé par le musicien Alec Empire en 1994. En 1995, DHR publie leur premier album et une compilation Harder Than The Best contenant un aperçu brutal de ce qui se faisait à l'époque. Il y aura même eu un Digital Hardcore Festival tenu dans plusieurs villes allemandes, et le Suicide Club à Berlin, ouvert par un ami des ATR. Cet évènement aura été une plate-forme de lancement pour de nouveaux groupes comme EC8OR. Très vite, la musique de DHR se propage dans les milieux underground au Japon, États-Unis, Australie et Europe. En 1996, DHR signe un accord de distribution pour les États-Unis sur le label des Beastie Boys Grand Royal, ce qui permet à Atari Teenage Riot de tourner en première partie de groupes comme Jon Spencer Blues Explosion, Beck, Rage Against the Machine et Wu-Tang Clan. En 1997, Atari Teenage Riot, Shizuo et EC8OR (des artistes DHR) embarquent à nouveau pour un Digital Hardcore Tour aux États-Unis,. En 1998, DHR monte un bureau à New York et des studios à Berlin. Dans la même année, Atari Teenage Riot entre dans une période de pression entre autres à cause du comportement du membre Carl Cracks qui abuse visiblement trop des drogues sombrant jusqu'à la mort en 2000. Cette année justement le label subit un déclin à la suite de l'arrêt de ATR, et par la suite peu d'artistes furent signés. Mais à la fin de l'année 2000, Alec Empire décide de restructurer DHR et de travailler sur un album solo.
En 2001, Empire publie Intelligence & Sacrifice et entame une grande tournée à travers l'Europe, les États-Unis et même le Fuji Rock Fest au Japon se faisant de plus en plus respecter partout où il passe et permettant ainsi de promouvoir DHR. Depuis 2006, DHR distribue, par l'intermédiaire de leur site de vente en ligne, de nombreux artistes issus des labels Geist Records, Rotters Golf Club, MIK.MUSIK (Pologne), Wrong Music (R.U) et D-Trash (Canada).